# Lycodes paamiuti
Lycodes paamiuti és una espècie de peix de la família dels zoàrcids i de l'ordre dels perciformes.

## Morfologia
- Els mascles poden assolir 24 cm de longitud total i les femelles 22,2.
- Nombre de vèrtebres: 93-107.[4]

## Hàbitat
És un peix marí i d'aigües profundes que viu entre 350-1.337 m de fondària.

## Distribució geogràfica
Es troba a l'Atlàntic nord: el Canadà.

## Costums
És de costums bentònics.

## Observacions
És inofensiu per als humans.